# Elisabeth Vreede
Pour les articles homonymes, voir Vreede.
Elisabeth Vreede (1879-1943) est une mathématicienne, astronome et astrologue néerlandaise. Elle a été une collaboratrice de Rudolf Steiner, en 1923 elle fait partie du premier comité directeur (Vorstand) de la Société anthroposophique universelle, et est responsable de la section mathématiques et astronomie de l'université libre de science de l'esprit du Goetheanum, près de Bâle.

## Biographie
Elisabeth Vreede est née à La Haye le 16 juillet 1879. Après des études de mathématiques, astronomie, philosophie et sanskrit à l'université de Leyde, elle enseigne les mathématiques dans un lycée. Théosophe dès 1902, elle rencontre Rudolf Steiner pour la première fois en 1903 à Londres, puis en 1904 à Amsterdam où il fait une conférence qui sera décisive pour elle : « Mathématique et Occultisme ». Dès 1904, elle participe activement au devenir de l'impulsion spirituelle donnée par Rudolf Steiner, et consacrera le reste de sa vie au mouvement anthroposophique. 
En 1914, quand commence la construction du Goetheanum, elle se fixe à Dornach. Elle collabore de ses mains aux sculptures du premier Goethéanum et dirige pendant de longues années les archives qu'elle a contribué à organiser. En 1923, elle est nommée responsable de la Section de mathématiques et d'astronomie à l'université libre de science de l'esprit au Goethéanum. Entre 1927 et 1930, elle rédige ses lettres sur l'astronomie à un petit cercle de membres de la Société anthroposophique, lesquelles sont rassemblées dans un ouvrage intitulé Le Ciel des Dieux. Les 9 et 11 juillet 1930, elle tient deux conférences à Stuttgart sur La question du Bodhisattva dans l'histoire de la Société anthroposophique, en rapport avec Jiddu Krishnamurti et Valentin Tomberg.
Avec Ita Wegman, elle est exclue la Société anthroposophique universelle en 1935. 
Elisabeth Vreede vit à Dornach jusqu'à sa mort survenue le 31 août 1943.

« Parmi les représentants du nouveau Vorstand mis en place sur les indications de Steiner, je me souviens de Frau Vreede qui accompagnait constamment Steiner dans ses voyages de ville en ville, et qui ensuite vécut constamment à Dornach. Petite, maigre, pâle, distraite, d'une intelligence « à la puissance trois », mathématicienne et astronome, elle n'avait jamais attiré mon attention : je la considérais comme une femme instruite, pas bête, mais "assommante". »

— André Biély